# أوغستو ريغي
أوغستو ريغي (27 أغسطس 1850 - 8 يونيو 1920) هو فيزيائي إيطالي كان رائدًا في مجال دراسة الكهرومغناطيسية، ولد وتوفي في بولونيا.

## روابط خارجية
- أوغستو ريغي على موقع إن إن دي بي (الإنجليزية)